# دگرگونی زبان فارسی در عصر کنونی
دگرگونی زبان‌های متفاوت به ویژه زبان پارسی، تنها بر اثر نفوذ زبان‌های دیگر نیست؛ خود زبان نیز تحرّکی ذاتی دارد که به اقتضای تغییر نیازهای اجتماعی، آن را دگرگون می‌سازد. تحوّل زبان معمولاً بسیار کند و تدریجی است و این موضوع دربارهٔ زبان فارسی نیز وجود دارد، چرا که این زبان از حدود ۱۱۰۰ سال پیش تاکنون، تغییرات خیلی زیادی نکرده‌است و خواندن آثار آن دوره برای معاصران چندان سخت نیست. حتی آثار فارسی هزار سال پیش، نسبت به آثار سده‌های بعدی آن (مانند سده‌های هفتم و هشتم هجری) برای مردم امروزی ساده‌تر و قابل فهم‌تر است.

## تأثیر دهکده جهانی و اینترنت بر زبان پارسی
امّا هجوم ناگهانی زبان‌های بیگانه بر اثر افزایش قدرت سیاسی و نفوذ فرهنگی آنها از یک سو و دگرگونی شدید نیازهای اجتماعی و جهانی شدن از سوی دیگر ممکن است سیر تحوّل زبان را بسیار سریعتر کند. این وضع زبان فارسی را در دورهٔ کنونی شرح می‌دهد.
در سال‌های اخیر، عوامل دیگری نیز این تحول را شدت بخشیده‌اند. یکی جهانی‌شدن و تبدیل کره زمین به دهکده جهانی است که در پی آن ارتباطات بسیار افزایش پیدا کرده‌است و در این وضع، فرهنگ‌های غالب که دارای امکانات رسانه‌ای و اقتصادی بیشتری هستند، بیشتر بر سایر فرهنگ‌ها تأثیر می‌گذارند و به پیروی از آن، زبان این فرهنگ‌ها هم تأثیرات بسیاری بر سایر زبان‌ها خواهد گذاشت. به‌ویژه زبان انگلیسی که تبدیل به زبان جهانی و علم شده‌است و وسیله‌ای برای ارتباط میان ملل مختلف جهان است.
از سوی دیگر، ترجمه از زبان‌های خارجی (به‌ویژه انگلیسی)، که با شدت و در تمام رسانه‌ها صورت می‌پذیرد و توسط هرکسی که زبان خارجی را بلد باشد (اگر بر زبان فارسی چندان آگاهی و تسلط نداشته باشد)، باعث دگرگونی شدید زبان فارسی در دورهٔ کنونی شده‌است. به ویژه، از آنجا که این ترجمه کردن با سرعت انجام می‌شود، مانند خبرگزاریها یا پایگاه‌های اینترنتی، که مجبورند به سرعت به برگردان مطالب روز به زبان فارسی بپردازند.
بیشتر کلمات و اصطلاحات مجعولی که به صورت گرته‌برداری در فارسی پیدا شده‌است، در نتیجهٔ نحوهٔ ترجمه همین رسانه‌ها است که به دلیل شتابزدگی و عدم آشنایی مترجمان تازه‌کار با زبان فارسی و قواعد ترجمه است و بر اثر قدرت تأثیرگذاری و دامنهٔ نفوذ رسانه‌ها، این واژه‌ها و اصطلاحات در میان مردم نیز گسترش یافته‌است.
سرعت دگرگونی زبان فارسی در دوران اخیر، ممکن است به دو نتیجهٔ زیان‌بار بینجامد:
1. مهجور ماندن و فراموش شدن زبان گذشتگان، که موجب قطع رابطه با سنّت فرهنگی است.
2. مختل شدن امر ارتباط میان مردم از طریق زبان، یعنی تفهیم و تفهّمی که خود، پایهٔ تفاهم اجتماعی و همزبانی است.

برای رفع این دو خطر، البتّه باید در کار واژه‌سازی بکوشیم، اما نباید فراموش کنیم که خطر اصلی برای زبان فارسی، در گرته‌برداری (به ویژه در زمینهٔ معنایی و نحوی آن) است.
حتّی برای واژه‌سازی، نخست باید به خود زبان فارسی، چه در آثار گذشتگان و چه در زبان مردم کوچه و بازار، مراجعه کنیم. البته مفاهیمی است که به ازای آنها، واژه‌ای در زبان یافت نمی‌شود، مانند اصلاحات مربوط به علوم و فناوری‌های نو. این اصلاحات را باید یا از زبان دیگری وام گرفت یا با توجه به روح زبان فارسی، واژه‌ای برای آنها ساخت یا برخی از واژگانِ فراموش‌شده‌ترِ کهن را در معانیِ نزدیکِ کاربردهای نو زنده کرد. مفاهیمی نیز هست که به یافته‌های جدید علمی و فرهنگی مربوط نمی‌شود و پیشاپیش مسلم است که زبان فارسی با پیشینهٔ درخشان هزار ساله‌اش در همهٔ زمینه‌های علمی، ادبی و فلسفی منطقاً لفظی یا تعبیری برای بیان آنها در اختیار دارد. یافتن یا زنده کردن این واژه‌ها و تعابیر یکی از وظایف اساسی مترجمان است.